# کارلوکووو
کارلوکووو (به بلغاری: Karlukovo) یک منطقهٔ مسکونی در بلغارستان است که در شهرستان لوکوویت واقع شده‌است.